# Tetrolsäure
Tetrolsäure (2-Butinsäure) ist eine ungesättigte organische Säure. Ihre funktionellen Gruppen sind eine C-C-Dreifachbindung und eine Carbonsäuregruppe.

## Geschichte
Die Verbindung wurde durch A. Geuther erstmals im Jahr 1871 im Zusammenhang mit Arbeiten zur Chemie von Ethylacetoacetaten beschrieben.

## Darstellung
Die industrielle Synthese geht vom Propin aus, welches nach einer Deprotonierung mit einer starken Base wie n-Butyllithium mit Kohlendioxid umgesetzt wird. Eine folgende Hydrolyse ergibt die Zielverbindung.
Im Labor kann ausgehend von Acetessigester mit Hydrazin und Brom ein Pyrazolinon erhalten werden, aus dem das gewünschte Produkt in 63 %iger Ausbeute entsteht.

## Eigenschaften
Tetrolsäure ist ein kristalliner Feststoff, der bei 76 °C schmilzt. Um 60 °C wird eine polymorphe Umwandlung beobachtet. Oberhalb von 100 °C ist die Verbindung thermisch instabil. Dabei tritt eine stark exotherme Zersetzung mit einer Zersetzungswärme von −2300 kJ·kg−1 bzw. −193 kJ·mol−1 auf.

## Verwendung
Tetrolsäure ist ein Rohstoff bei der Synthese des Pharmawirkstoffes Acalabrutinib, der zur Behandlung von Erkrankungen des Mantelzelllymphoms zugelassen ist.